# Rasmus Ginnerup
Rasmus Ginnerup, né le 4 août 1994 à Viborg, est un coureur cycliste danois.

## Biographie
En 2016, Rasmus Ginnerup intègre l'équipe continentale Soigneur-Copenhagen. Avec cette formation, il termine notamment treizième du championnats du Danemark espoirs et quatorzième du Fyen Rundt.
En mai 2017, il s'impose au sprint massif sur la Horizon Park Race Maïdan, en Ukraine. Il s'agit de son premier succès acquis sur une compétition inscrite au calendrier de l'UCI. 

## Palmarès et résultats

### Palmarès par année
- 2017
  - Horizon Park Race Maïdan

### Classements mondiaux
| Année           | 2017 |
| --------------- | ---- |
| UCI Europe Tour | 795e |